# Noizay
Noizay is een gemeente in het Franse departement Indre-et-Loire in de regio Centre-Val de Loire en maakt deel uit van het arrondissement Tours. De gemeente telde 1.142 inwoners op 1 januari 2022.

## Geschiedenis
Noizay maakte deel uit van het kanton Vouvray tot het op 22 maart 2015 werd overgeheveld naar het kanton Amboise.

## Geografie
De oppervlakte van Noizay bedroeg op 1 januari 2022 17,47 vierkante kilometer; de bevolkingsdichtheid was toen 65,4 inwoners per km².

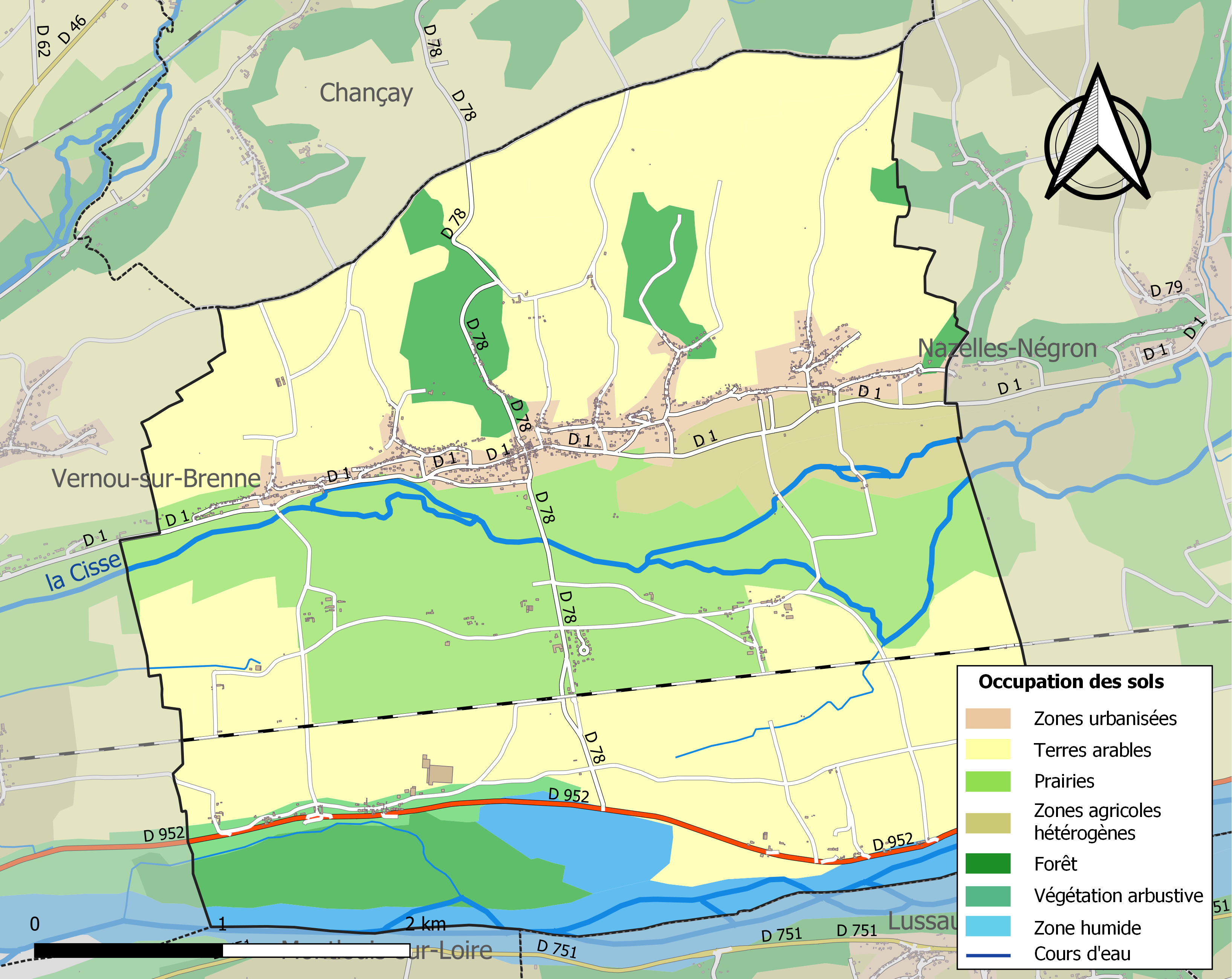
Kaart van de gemeente met belangrijkste infrastructuur, bodemgebruik en omliggende gemeenten

## Demografie
Onderstaande figuur toont het verloop van het inwonertal.

## Bekende inwoner
In 1927 kocht componist Francis Poulenc een landhuis in Noizay, Le Grand Coteau, waar hij de gelegenheid had rustig te componeren. In 1973 werd dit huis beschermd.
Amboise · Cangey · Chargé · Limeray · Lussault-sur-Loire · Montreuil-en-Touraine · Mosnes · Nazelles-Négron · Neuillé-le-Lierre · Noizay · Pocé-sur-Cisse · Saint-Ouen-les-Vignes · Saint-Règle · Souvigny-de-Touraine